# A Life on Standby
A Life on Standby è un album musicale della band Mud Flow, pubblicato nel 2004.

## Tracce
1. The Sense of Me
2. Chemicals
3. Today
4. Debbie and Charlie
5. Tribal Dance
6. How I Got Depressed and Started a War
7. Unfinished Relief
8. Debbie and Charlie (The True Story)
9. Five Against Six
10. Song 1
11. New Eve